# Crash into Me (Steve Aoki e Darren Criss)
Crash into Me è un singolo del DJ statunitense Steve Aoki e del cantautore statunitense Darren Criss, pubblicato il 12 luglio 2019 come quinto estratto dal sesto album in studio di Aoki Neon Future IV.

## Descrizione
Si tratta di una reinterpretazione in chiave EDM dell'omonimo singolo della Dave Matthews Band del 1996 ed è caratterizzata da un riff di chitarra acustica suonato da Criss che sfocia in una linea elettronica di basso durante il ritornello. Riguardo alla nascita della collaborazione, Criss ha spiegato:
La copertina realizzata per il singolo è un omaggio alla sitcom animata Beavis and Butt-head.

## Video musicale
Presentato il 12 novembre 2019, anche il videoclip trae ispirazione da Beavis and Butt-head e mostra una versione animata dei due musicisti guardare un programma televisivo in cui vengono mostrati gli stessi Aoki e Criss registrare il brano in sala di registrazione.

## Tracce
Download digitale
1. Crash into Me – 3:46

Download digitale – remix
1. Crash into Me (Settle Down Steavis Aoki Remix) – 4:26

## Classifiche
| Classifica (2019)              | Posizione massima |
| ------------------------------ | ----------------- |
| Stati Uniti (dance/electronic) | 48                |